# Arhopala wilcocksi
Arhopala wilcocksi är en fjärilsart som beskrevs av John Nevill Eliot 1973. Arhopala wilcocksi ingår i släktet Arhopala och familjen juvelvingar. Inga underarter finns listade i Catalogue of Life.